# Centro de Recuperação do Lobo Ibérico
O Centro de Recuperação do Lobo Ibérico (CRLI) é uma estrutura dedicada à conservação do lobo-ibérico em Portugal, que acolhe lobos que não podem viver em liberdade, por terem sido vítimas de armadilhas, de maus tratos ou de cativeiro ilegal.
Criado em 1987 por Robert Lyle, com o objetivo de, segundo o próprio, "proporcionar um abrigo para lobos feridos e promover um novo lar para lobos mantidos em más condições de cativeiro", este centro está aberto para visitas todos os fins de semana e feriados.

## Contexto
Em 1985, foi constituído o Grupo Lobo, uma associação para a conservação do lobo-ibérico e do seu ecossistema, por iniciativa de um grupo de simpatizantes desta espécie ameaçada de extinção. 
Dois anos depois, em 1987, com o advento de uma lei que iria proibir ter lobos em cativeiro, surgiu a necessidade de um sítio para acolher estes lobos, caso contrário corriam o risco de serem abatidos. 
Por solidariedade à causa, um cidadão inglês cedeu os terrenos a este Grupo, nascendo assim o Centro de Recuperação do Lobo Ibérico.
O Centro cobre uma área de 17 hectares, situando-se a 40 km de Lisboa e a 15 km de Mafra, junto à localidade do Picão, após o recinto da tapada nacional de Mafra.
O lobo-ibérico (Canis lupus signatus), subespécie do lobo-cinzento (Canis lupus), mede, em média, 70 cm e pesa entre os 25 e os 40 kg. 
Existem, aproximadamente, 300 lobos no território português e entre 1500 e 2000 na Península Ibérica.